# Snijbiet
De snijbiet (Beta vulgaris subsp. vulgaris var. vulgaris, soms ook Beta vulgaris subsp. vulgaris var. cicla) is een plant uit de amarantenfamilie (Amaranthaceae). Het is een bladgewas, waarvan de bladeren of de bladstelen als groente worden gegeten. Het is een oude groente, waarvan de smaak deels overeenkomt met die van spinazie. Daarnaast is ook de smaak van rode biet in het blad te herkennen. In sommige streken wordt vooral de naam warmoes gebruikt.

## Teelt

### Blad
Snijbiet wordt in maart en april ter plaatse (in de volle grond) gezaaid. Soms wordt nog in juli en augustus gezaaid voor een late oogst. De rij-afstand is 20 cm en in de rij is de plantafstand 5 cm. Als de plant 10-15 cm hoog is wordt het blad afgesneden. Na enkele weken kan de hergroei ook weer geoogst worden. Er kan tot eind september worden geoogst.

### Bladstelen
Hiervoor wordt gezaaid op een rij-afstand van 40-45 cm en in de rij uitgedund tot een plantafstand van 30-35 cm. Hierdoor ontstaan er forse planten met grote bladeren. De dikke, vlezige bladstelen, waarvan het bladmoes is verwijderd, worden gegeten als een soort asperge, maar hebben wel veel minder smaak dan asperges.

## Rassen
- Beta vulgaris subsp. vulgaris var. vulgaris convar. vulgaris
- Beta vulgaris subsp. vulgaris var. vulgaris convar. flavescens

- Teelt voor blad
  - 'Groene Gewone' of 'Gewone Gladde Groene' heeft heldergroen, glad blad
  - 'Lucullus' of 'Goudgele' heeft geelachtig, gekruld blad met witte bladstelen
- Teelt voor bladstelen
  - 'Gele Witribbige' heeft witte bladstelen
  - 'Donkergroene Gladde Witribbige'
  - 'Ruby Chard' heeft rode bladstelen

## Inhoudsstoffen
De voedingswaarde van 100 gram verse snijbiet is:
| Energetische waarde | 117 kJ   |
| Koolhydraten        | 3 gram   |
| Eiwit               | 3 gram   |
| Vet                 | 0,4 gram |
| Vitamine C          | 35 mg    |
| Caroteen            | 2 mg     |
| Vitamine B1         | 0,06 mg  |
| Vitamine B2         | 0,18 mg  |
| Calcium             | 87 mg    |
| IJzer               | 4 mg     |

## Ziekten
Snijbiet wordt weinig door schimmelziekten aangetast. De bietenvlieg (Pegomya hyoscyami) tast vooral in koele zomers het blad aan, doordat de maden in het blad mineren (gangetjes in het bladmoes vreten).

## Botanie
Snijbiet is tweejarig en behoort tot de amarantenfamilie.
De naam Beta (waar ook 'biet' vandaan komt) zou afstammen van de Griekse letter bèta, naar de pootstok die in de oudheid de vorm van een bèta zou hebben gehad.